# Amalia di Zweibrücken-Birkenfeld
Amalia di Zweibrücken-Birkenfeld-Bischweiler (Maria Amalie Auguste; Mannheim, 10 maggio 1752 – Dresda, 15 novembre 1828) fu l'ultima elettrice e prima regina di Sassonia e duchessa di Varsavia.

## Biografia
Nacque a Mannheim, figlia del conte palatino Federico Michele di Zweibrücken-Birkenfeld e di sua moglie, la contessa palatina Maria Francesca del Palatinato-Sulzbach. Fu sorella di Massimiliano I, in seguito re di Baviera.
Il 29 gennaio 1769 sposò l'elettore sassone Federico Augusto III. Fu la donna di più alto rango in Sassonia dal 1780 alla morte di sua suocera. Sua cognata fu la principessa Carolina di Savoia, prima moglie di Antonio di Sassonia. Amalia ebbe quattro figli da suo marito, tre dei quali nacquero morti. Solo una figlia, Maria Augusta, raggiunse l'età adulta, ma rimase nubile.
Nel 1806, l'elettrice e suo marito furono proclamati primi re e regina di Sassonia. L'anno seguente, Napoleone li creò duca e duchessa di Varsavia, un principato appena creato in Polonia.
Amalia morì il 15 novembre 1828 a 76 anni, e fu sepolta nella Hofkirche a Dresda.

## Discendenza
Amalia e Federico Augusto ebbero quattro figli:
- figlio senza nome (nato/morto 1771);
- figlio senza nome (nato/morto 1775);
- Maria Augusta di Sassonia (Maria Augusta Nepomucena Antonia Francisca Xaveria Aloysia) (nata a Dresda il 21 giugno 1782; morta a Dresda il 14 marzo 1863);
- figlio senza nome (nato/morto 1797).

## Ascendenza
|                                                                               |                                                                       |                                                                                 | Genitori                                             |  |  | Nonni |  |  | Bisnonni                                                                                     |  |  | Trisnonni                                                                                   |  |
|                                                                               |                                                                       |                                                                                 |                                                      |  |  |       |  |  | Cristiano II del Palatinato-Zweibrücken-Birkenfeld, conte palatino di Zweibrücken-Birkenfeld |  |  | Cristiano I del Palatinato-Birkenfeld-Bischweiler, conte palatino di Birkenfeld-Bischweiler |  |
|                                                                               |                                                                       |                                                                                 |                                                      |  |  |       |  |  | Cristiano II del Palatinato-Zweibrücken-Birkenfeld, conte palatino di Zweibrücken-Birkenfeld |  |  | Cristiano I del Palatinato-Birkenfeld-Bischweiler, conte palatino di Birkenfeld-Bischweiler |  |
|                                                                               |                                                                       | Maddalena Caterina del Palatinato-Zweibrücken, contessa palatina di Zweibrücken |                                                      |  |  |       |  |  | Cristiano II del Palatinato-Zweibrücken-Birkenfeld, conte palatino di Zweibrücken-Birkenfeld |  |  |                                                                                             |  |
| Cristiano III del Palatinato-Zweibrücken, conte palatino di Zweibrücken       |                                                                       |                                                                                 |                                                      |  |  |       |  |  | Cristiano II del Palatinato-Zweibrücken-Birkenfeld, conte palatino di Zweibrücken-Birkenfeld |  |  |                                                                                             |  |
|                                                                               |                                                                       | Contessa Caterina Agata di Rappoltstein                                         | Conte Giovanni Giacomo di Rappoltstein               |  |  |       |  |  |                                                                                              |  |  |                                                                                             |  |
|                                                                               |                                                                       | Contessa Caterina Agata di Rappoltstein                                         | Conte Giovanni Giacomo di Rappoltstein               |  |  |       |  |  |                                                                                              |  |  |                                                                                             |  |
|                                                                               |                                                                       | Contessa Caterina Agata di Rappoltstein                                         | Contessa Anna Claudia di Salm-Kyrburg                |  |  |       |  |  |                                                                                              |  |  |                                                                                             |  |
| Federico Michele di Zweibrücken-Birkenfeld, conte palatino di Zweibrücken     |                                                                       | Contessa Caterina Agata di Rappoltstein                                         |                                                      |  |  |       |  |  |                                                                                              |  |  |                                                                                             |  |
|                                                                               |                                                                       | Conte Luigi Crato di Nassau-Saarbrücken                                         | Gustavo Adolfo di Nassau-Saarbrücken                 |  |  |       |  |  |                                                                                              |  |  |                                                                                             |  |
|                                                                               |                                                                       | Conte Luigi Crato di Nassau-Saarbrücken                                         | Gustavo Adolfo di Nassau-Saarbrücken                 |  |  |       |  |  |                                                                                              |  |  |                                                                                             |  |
|                                                                               |                                                                       | Conte Luigi Crato di Nassau-Saarbrücken                                         | Contessa Eleonora Clara di Hohenlohe-Neuenstein      |  |  |       |  |  |                                                                                              |  |  |                                                                                             |  |
| Contessa Carolina di Nassau-Saarbrücken                                       |                                                                       | Conte Luigi Crato di Nassau-Saarbrücken                                         |                                                      |  |  |       |  |  |                                                                                              |  |  |                                                                                             |  |
|                                                                               |                                                                       | Principessa Filippina Enrichetta di Hohenlohe-Langenburg                        | Conte Enrico Federico di Hohenlohe-Langenburg        |  |  |       |  |  |                                                                                              |  |  |                                                                                             |  |
|                                                                               |                                                                       | Principessa Filippina Enrichetta di Hohenlohe-Langenburg                        | Conte Enrico Federico di Hohenlohe-Langenburg        |  |  |       |  |  |                                                                                              |  |  |                                                                                             |  |
|                                                                               |                                                                       | Principessa Filippina Enrichetta di Hohenlohe-Langenburg                        | Contessa Giuliana Dorotea di Castell-Remlingen       |  |  |       |  |  |                                                                                              |  |  |                                                                                             |  |
| Amalia di Zweibrücken-Birkenfeld                                              |                                                                       | Principessa Filippina Enrichetta di Hohenlohe-Langenburg                        |                                                      |  |  |       |  |  |                                                                                              |  |  |                                                                                             |  |
|                                                                               | Teodoro Eustachio del Palatinato-Sulzbach, conte palatino di Sulzbach | Cristiano Augusto del Palatinato-Sulzbach, conte Palatino di Sulzbach           |                                                      |  |  |       |  |  |                                                                                              |  |  |                                                                                             |  |
|                                                                               | Teodoro Eustachio del Palatinato-Sulzbach, conte palatino di Sulzbach | Cristiano Augusto del Palatinato-Sulzbach, conte Palatino di Sulzbach           |                                                      |  |  |       |  |  |                                                                                              |  |  |                                                                                             |  |
|                                                                               | Teodoro Eustachio del Palatinato-Sulzbach, conte palatino di Sulzbach | Contessa Amalia di Nassau-Siegen                                                |                                                      |  |  |       |  |  |                                                                                              |  |  |                                                                                             |  |
| Giuseppe Carlo del Palatinato-Sulzbach, conte palatino di Sulzbach            | Teodoro Eustachio del Palatinato-Sulzbach, conte palatino di Sulzbach |                                                                                 |                                                      |  |  |       |  |  |                                                                                              |  |  |                                                                                             |  |
|                                                                               |                                                                       | Langravia Maria Eleonora d'Assia-Rotenburg                                      | Langravio Guglielmo d'Assia-Rotenburg                |  |  |       |  |  |                                                                                              |  |  |                                                                                             |  |
|                                                                               |                                                                       | Langravia Maria Eleonora d'Assia-Rotenburg                                      | Langravio Guglielmo d'Assia-Rotenburg                |  |  |       |  |  |                                                                                              |  |  |                                                                                             |  |
|                                                                               |                                                                       | Langravia Maria Eleonora d'Assia-Rotenburg                                      | Contessa Maria Anna di Löwenstein-Wertheim-Rochefort |  |  |       |  |  |                                                                                              |  |  |                                                                                             |  |
| Maria Francesca del Palatinato-Sulzbach, contessa palatino di Sulzbach        |                                                                       | Langravia Maria Eleonora d'Assia-Rotenburg                                      |                                                      |  |  |       |  |  |                                                                                              |  |  |                                                                                             |  |
|                                                                               |                                                                       | Carlo III Filippo del Palatinato, elettore palatino                             | Filippo Guglielmo del Palatinato, elettore palatino  |  |  |       |  |  |                                                                                              |  |  |                                                                                             |  |
|                                                                               |                                                                       | Carlo III Filippo del Palatinato, elettore palatino                             | Filippo Guglielmo del Palatinato, elettore palatino  |  |  |       |  |  |                                                                                              |  |  |                                                                                             |  |
|                                                                               |                                                                       | Carlo III Filippo del Palatinato, elettore palatino                             | Langravia Elisabetta Amalia d'Assia-Darmstadt        |  |  |       |  |  |                                                                                              |  |  |                                                                                             |  |
| Elisabetta Augusta Sofia del Palatinato-Neuburg, contessa palatina di Neuburg |                                                                       | Carlo III Filippo del Palatinato, elettore palatino                             |                                                      |  |  |       |  |  |                                                                                              |  |  |                                                                                             |  |
|                                                                               |                                                                       | Principessa Ludwika Karolina Radziwiłł                                          | Principe Bogusław Radziwiłł                          |  |  |       |  |  |                                                                                              |  |  |                                                                                             |  |
|                                                                               |                                                                       | Principessa Ludwika Karolina Radziwiłł                                          | Principe Bogusław Radziwiłł                          |  |  |       |  |  |                                                                                              |  |  |                                                                                             |  |
|                                                                               |                                                                       | Principessa Ludwika Karolina Radziwiłł                                          | Principessa Anna Maria Radziwiłł                     |  |  |       |  |  |                                                                                              |  |  |                                                                                             |  |
|                                                                               |                                                                       | Principessa Ludwika Karolina Radziwiłł                                          |                                                      |  |  |       |  |  |                                                                                              |  |  |                                                                                             |  |